# Helena Dragasa
Helena Dragasa (em sérvio:  Јелена Драгаш - Jelena Dragaš;em grego medieval: Ἑλένη Δραγάση; romaniz.: Elenē Dragasē) foi uma imperatriz-consorte do imperador bizantino Manuel II Paleólogo. Ela é venerada como santa pela Igrejas Ortodoxas Grega e Sérvia com o nome de Hipômona (em grego medieval: Ὑπομονὴ), que pode ser traduzido como Santa Paciência.

## Família

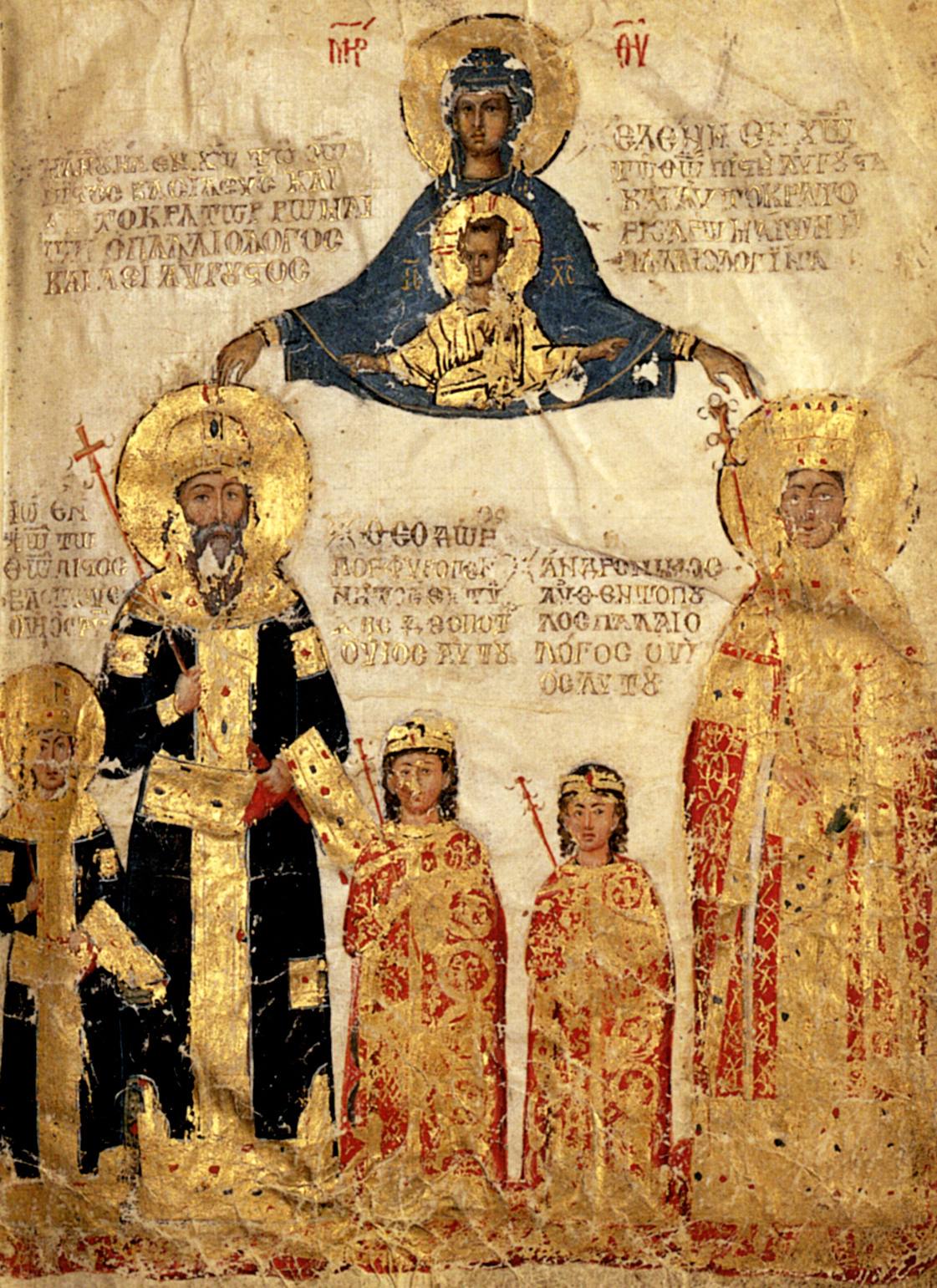
Imperador Manuel II Paleólogo com sua família: a imperatriz Helena Dragasa e três de seus filhos: João, Andrônico e Teodoro.
Iluminura do início do século XV.

Helena era filha de Constantino Dragases, da nobre casa de Dejanović. Ele, por sua vez, era um senhor provincial sérvio, governante de um dos principados que emergiram após o esfacelamento do Império Sérvio, cuja capital era Velebusdo (Kyustendil). Sua mãe era a primeira esposa de Constantino, de nome desconhecido, e não a segunda esposa dele e madrasta de Helena, Eudóxia de Trebizonda. Eudóxia, por sua vez, era filha de Aleixo III de Trebizonda com Teodora Cantacuzena e viúva de Tadjedim Paxá de Sinope, emir de Limnia. Seu pai morreu em 1395 na Batalha de Rovine enquanto lutava pelo seu soberano, o sultão otomano Bajazeto I, contra o rebelde Mircea I da Valáquia.

## Imperatriz
Helena era conhecida em seu tempo por sua beleza, piedade, sabedoria e justiça. Seu marido, ao deixar o trono imperial nas mãos do filho, João, se tornou um monge e adotou o nome de Mateus (Ματθαῖος). Após a morte dele, em 21 de julho de 1425, ela se tornou uma freira no Mosteiro de Kyra Martha e adotando um nome monástico. Ela ajudou a fundar uma casa de repouso para idosos chamada "A Esperança dos Desesperados" junto ao Mosteiro de São João em Petrion, onde estavam preservadas as relíquias de São Patápio de Tebas. Helena finalmente morreu em 23 de março de 1450 em Constantinopla. Sua memória é comemorada no dia 29 de maio, o dia da queda de Constantinopla para as forças otomanas e também da morte de seu filho, Constantino XI Paleólogo. Seu crânio, uma santa relíquia, está preservado no Mosteiro de São Patápio em Loutraki, na Grécia.

## Casamento
Em 10 de fevereiro de 1392, Helena se casou com Manuel II Paleólogo e eles tiveram diversos filhos. A lista abaixo segue a ordem estipulada por Jorge Frantzes:
- Uma filha. Mencionada como sendo a mais velha, mas sem citar o nome. Provavelmente uma confusão com Isabel Paleóloga, uma filha bastarda de Manuel que se casou com Hilário Doria.
- Constantino Paleólogo. Morreu jovem.
- João VIII Paleólogo (18 de dezembro de 1392 - 31 de outubro de 1448. Imperador bizantino entre 1425 e 1448.
- Andrônico Paleólogo, senhor de Tessalônica, morreu em 1429.
- Uma segunda filha cujo nome também não foi citado.
- Teodoro II Paleólogo, déspota da Moreia, morreu em 1448.
- Miguel Paleólogo. Morreu jovem.
- Constantino XI Paleólogo (8 de fevereiro de 1405 – 29 de maio de 1453). Déspota da Moreia e, depois, o último imperador bizantino, reinando entre 1448 e 1453.
- Demétrio Paleólogo (c. 1407 - 1470). Déspota da Moreia.
- Tomás Paleólogo (c. 1409 - 12 de maio de 1465). Déspota da Moreia.